# Вацлав Шубрт
Ва́цлав Шубрт (чеськ. Václav Šubrt) — чехословацький футболіст, що грав на позиції нападника. Відомий виступами в складі клубу «Славія» (Прага).

## Клубна кар'єра
До складу празької «Славії» приєднався в 1915 році, коли тривала Перша світова війна і багато футболістів були призвані до війська. Шубрт одразу закріпився в основі команди. Клуб став переможцем чемпіонату Богемії 1915 (цей воєнний розіграш в багатьох джерелах також називається чемпіонатом Праги). Спочатку команда виграла всі матчі групи А, в якій виступали провідні команди столиці, зокрема, перемогла «Спарту» з рахунком 5:1. Шубрт забив у чемпіонаті 9 голів. У фіналі за звання чемпіона «Славія» перемогла «Сміхов» з рахунком 14:0, а Вацлав забив три голи.
В 1916 році «Славія» проводила переважно товариські матчі. А в 1917 році було проведено два чемпіонати — весняний і осінній. Шубрт забив гол у ворота «Спарти», а його команда розгромила принципового суперника в матчі весняного чемпіонату з рахунком 5:0. Але в обох турнірах клуб мав проблеми дисциплінарного характеру. Навесні «Славія» відмовилась грати проти клубу ДФК Прага, за що отримала три технічних поразки, а восени три технічних поразки клуб отримав за виступи кількох гравців у складі збірної Австрії. Проте грала «Славія» в тому році вдало, здобувши ряд яскравих перемог у міжнародних матчах з угорськими і австрійськими командами. Партнерами Шубрта в лінії нападу клубу були Йозеф Бєлка, Ян Ванік, Вацлав Прошек, а також Йозеф Седлачек, що прийшов посеред року. Саме ця п'ятірка нападників була основною в матчах Середньочеської ліги 1918, що проходили навесні. Клуб виграв усі поєдинки турніру з загальною різницею м'ячів 54:3. Шубрт в чемпіонському сезоні грав переважно лівого нападника, хоча протягом кар'єри виступав на різних позиціях в лінії нападу, як на флангах, так і ближче до центру.
В чемпіонаті Чехословаччини 1919 року «Славія» посіла друге місце, а Шубрт забив у турнірі 9 голів. У листопаді 1919 року перейшов до команди «Колін» з однойменного міста. Менше ніж через рік у жовтні 1920 року повернувся до «Славії». В грудні того року забив сім голів у ворота команди під назвою «Німецька ХІ» (11:0). В 1921 році Шубрт ще більш-менш грав у складі «Славії». Особливо вдалим для нього вийшов період квітня-травня, коли Вацлав забив по два голи в двох матчах з австрійським «Флорідсдорфером» (4:0 і 6:2), забив у ворота австрійського ВАКа (5:0) і данського «Болдклуббена» (2:2). В 1922 році, ймовірно, грав лише на початку року. Принаймні, зберіглась згадка про його участь у матчі з німецьким «Фюртом», що відбувся 1 січня і завершився поразкою з рахунком 0:4.

## Виступи за збірні
У воєнні роки найсильніші празькі футболісти грали у складі збірних Богемії, Праги і т. ін. Переважно це були матчі проти клубних команд або збірних інших регіонів чи міст країни. В 1915 році Шубрт зіграв за Богемію в матчі проти збірної Моравії, що завершився перемогою його команди з рахунком 11:0.
У 1919 році був у заявці збірної на Міжсоюзницьких іграх, де чехословацька команда стала переможцем. На поле не виходив.
У складі збірної Чехословаччини був у заявці Олімпійських ігор 1920 у Антверпені. Але Шубрт також не грав у жодному матчі турніру.